# Kodeks 0196
Kodeks 0196 (Gregory-Aland no. 0196) – grecki kodeks uncjalny Nowego Testamentu na pergaminie, paleograficznie datowany na IX wiek. Do naszych czasów zachowały się fragmenty dwóch kart kodeksu. Jest palimpsestem. Miejsce przechowywania nieznane.

## Opis
Do dziś zachował się fragmenty dwóch kart kodeksu, z tekstem Ewangelii Mateusza 5,1-11 oraz Ewangelii Łukasza 24,26-33. Rekonstrukcja oryginalnej karty kodeksu wykazała, że miała ona rozmiar 18,5 na 14 cm.
Tekst pisany jest jedną kolumną na stronę, w 19 linijkach w kolumnie (według rekonstrukcji). Jest palimpsestem, tekst dolny pisany jest w języku syryjskim, grafiką estrangela.

## Tekst
Fragment reprezentuje nieznaną tradycję tekstualną. Kurt Aland nie zaklasyfikował go do żadnej kategorii.

## Historia
Rękopis został odkryty w Damaszku. Tekst fragmentu opublikował William Hatch w 1930 roku. Na listę rękopisów Nowego Testamentu wciągnął go Ernst von Dobschütz w 1933, oznaczając go przy pomocy siglum 0196.
INTF datuje rękopis na IX wiek.
Rękopis przechowywany był w Muzeum Narodowym w Damaszku. Obecne miejsce przechowywania fragmentu jest nieznane.